# Khandesh (Sultanat)

Sultanat Khandesh

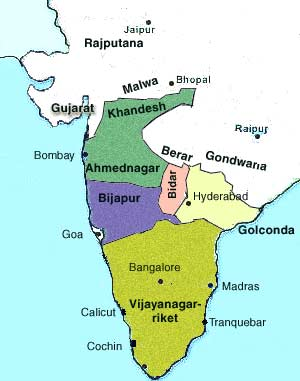
Sultanat Khandesh als Teil der Dekkan-Sultanate

Das mittelindische Sultanat Khandesh wurde ca. 1360 gegründet und bis zum Jahr 1600 von der Faruqi-Dynastie beherrscht, deren Gründer Malik Ahmad (auch Malik Raja) war. Die erste Hauptstadt war Thalner; die spätere Hauptstadt Burhanpur wurde erst um das Jahr 1380 gegründet.

## Lage
Das Khandesh-Sultanat erstreckte sich zu beiden Seiten des Flusses Tapti im Norden des heutigen Bundesstaats Maharashtra bzw. im Süden von Madhya Pradesh. Die erste Hauptstadt war Thalner.

## Geschichte
Malik Ahmad war von Firuz Schah Tughluq, dem von 1351 bis 1388 regierenden Herrscher über das Sultanat von Delhi, als Oberbefehlshaber über die Region eingesetzt worden, doch nach dessen Tod machte er sich unabhängig und regierte bis zu seinem eigenen Tod im Jahr 1399. Das Sultanat Khandesh war im Besitz des Asirgarh-Forts und kontrollierte somit die damals wichtigste Nord-Süd-Verbindung in Zentralindien. Malik Ahmads Sohn Nasir Khan (reg. 1399–1437) gelang es, das Herrschaftsgebiet zu vergrößern, doch blieben seine Nachfolger letztlich ohne Fortune und wurden vom seit 1526 über den Norden Indiens herrschenden Mogulreich auf einen tributpflichtigen Vasallenstatus zurückgestuft. Bahadur Khan, der letzte Sultan der Faruqi-Dynastie, weigerte sich, diese Situation weiterhin zu akzeptieren, woraufhin sich das Sultanat in den Jahren 1599 und 1600 heftigen Angriffen des Mogulreichs ausgesetzt sah; Bahadur Khan wurde in Burhanpur gefangen genommen, doch erst mit der Eroberung des Asirgarh-Forts am 17. Januar 1601 endete das Khandesh-Sultanat endgültig.
Nach dem Ende des Mogulreichs gelangte das Gebiet in die Hände der Marathen und später in die Hände der britischen Kolonialmacht, die den Distrikt Khandesh einrichtete, der bis zur Unabhängigkeit Indiens (1947) und noch einige Jahre darüber hinaus Bestand hatte.